# Barrington Hills
Barrington Hills est un village situé dans les comtés de Cook, Kane, Lake et McHenry en proche banlieue de Chicago, dans l'État de l'Illinois, aux États-Unis. Sa population s’élevait à 4 209 habitants lors du recensement de 2010, estimée à 4 221 habitants en 2016.

## Source
- (en) Cet article est partiellement ou en totalité issu de l’article de Wikipédia en anglais intitulé « Barrington Hills, Illinois » (voir la liste des auteurs).